# Tokugawa Ieyasu
Tokugawa Ieyasu (徳川家康?   31 de enero de 1543 – 1 de junio de 1616; nacido como Matsudaira Takechiyo) fue el fundador y primer shōgun del shogunato Tokugawa, el régimen feudal que gobernó Japón desde la batalla de Sekigahara, en 1600, hasta la Restauración Meiji en 1868. Está considerado como uno de los tres «grandes unificadores» de Japón, junto a Oda Nobunaga y Toyotomi Hideyoshi. Hijo de un daimyō (señor feudal), Ieyasu llegó a vivir durante una temporada como rehén del daimyō Imagawa Yoshimoto en nombre de su padre. Más adelante, tras la muerte de su padre, él mismo llegaría a ejercer como señor feudal, sirviendo también como vasallo y general bajo las órdenes de Oda Nobunaga.
Tras la muerte de Oda Nobunaga, Ieyasu se convirtió brevemente en rival de Toyotomi Hideyoshi, si bien acabaría declarando su lealtad a este. Esto no evitó que Toyotomi lo destinara a las llanuras de Kantō, en la parte oriental de Japón, lejos de la base de poder en Osaka. Ieyasu levantó su propio castillo en lo que entonces constituía un pequeño poblado pesquero, Edo. Con el paso de los años Ieyasu se convirtió en el daimyō más poderoso y en el militar de mayor rango bajo el régimen de Toyotomi. Además, consiguió preservar sus fuerzas militares durante el intento fallido de Toyotomi por conquistar Corea. En el año 1600, tras la batalla de Sekigahara, Ieyasu se hizo virtualmente con el poder. En 1603 recibió el nombramiento de shōgun, abdicando voluntariamente de su cargo dos años más tarde. No obstante, siguió gobernando en la sombra hasta su muerte en 1616. Implementó un conjunto de normas a las que se conoció como el sistema bakuhan, diseñadas para mantener a los daimyō y los samuráis bajo control del shogunato Tokugawa.

## Biografía

### Infancia (1543-1556)
Tokugawa Ieyasu nació el 31 de enero de 1543 en la provincia de Mikawa. Su nombre original era Matsudaira Takechiyo. Era hijo de Matsudaira Hirotada (1526-1549), un daimyō de Mikawa que pasaba la mayoría de su tiempo en guerra contra el clan Oda y el clan Imagawa. La familia Matsudaira estaba dividida en dos facciones: un lado quería ser vasallo del clan Imagawa, mientras que el otro, prefería el clan Oda. Esta pelea familiar fue la razón del asesinato del padre de Hirotada (abuelo de Takechiyo), Matsudaira Kiyoyasu (¿?-1536). A diferencia de su padre y la mayoría de su familia, Hirotada encontró al clan Imagawa como el menor de dos males. La lealtad de Hirotada hacia los Imagawa causó que el resto de su familia apoyara al clan Oda con más fuerza que antes. En 1548, cuando el clan Oda invadió Mikawa, Hirotada se dirigió con Imagawa Yoshimoto, cabeza del clan Imagawa, en demanda de ayuda para combatir a los invasores. Yoshimoto accedió a ayudar con la condición de que Hirotada enviara a su hijo Takechiyo a Sumpu como un rehén en exilio. Hirotada aceptó, a pesar de la presión los miembros de la familia Matsudaira. Takechiyo y un grupo de sirvientes fueron enviados hacia Sunpu como rehenes.
Oda Nobuhide, el líder de los Oda, se enteró del arreglo de Hirotada e Imagawa y atacó la caravana en la que viajaba Takechiyo. Fue capturado y llevado al castillo Kowatari en Owari. Nobuhide amenazó con asesinar a Takechiyo a menos que Hirotada rompiera todos los vínculos que tenía con el clan Imagawa. Hirotada dijo que el sacrificar a su propio hijo mostraría la seriedad del pacto con el clan Imagawa.
Takechiyo, sin embargo, no sufrió ningún daño. En 1549, Hirotada murió de causas naturales; poco tiempo después, Nobuhide también murió. Las muertes hicieron un gran daño a un ya debilitado clan Oda y dejaron a la familia Matsudaira sin líder. Con Imagawa en una posición fuerte, Yoshimoto envió un ejército a cargo del hermano menor de su padre, Imagawa Sessai, para atacar un castillo Oda donde vivía Oda Nobuhiro, el hijo mayor de Nobuhide, y nueva cabeza de los Oda.
Sessai tomó el castillo y capturó a Nobuhiro como rehén. Negociando con el segundo hijo de Nobuhide, Oda Nobunaga, le ofreció devolver el castillo a los Oda y perdonar la vida de Nobuhiro a cambio de que se permitiera a Takechiyo regresar con los Imagawa. Nobunaga aceptó, Nobuhiro y el castillo fueron devueltos a los Oda. Sessai regresó a Sunpu con Takechiyo. Takechiyo creció en Sunpu, pero sus familiares en Mikawa, estaban temerosos acerca del futuro de los Matsudaira ahora que el clan Oda estaba debilitado y que los Matsudaira eran vasallos de los Imagawa.

### La escalada hacia el poder (1556-1584)
En 1556, cuando contaba 13 años, Takechiyo, cambió su nombre por el de Matsudaira Motoyasu. A cambio de su regreso a Mikawa, los Imagawa le ordenaron pelear contra el clan Oda en una serie de batallas. Motoyasu ganó su primera batalla en Terabe, alcanzando gran renombre. Por entonces, Oda Nobuhiro había muerto, y el liderazgo del clan Oda había pasado a manos de Oda Nobunaga. Después de esas batallas, los Matsudaira y los soldados de Mikawa comenzaron a demandar una mayor autonomía a los Imagawa. En 1560, Yoshimoto juntó 20 000 hombres (muchos de ellos de Mikawa), con los que marchó hacia Kioto: fue el primer daimyō en hacer esto desde 1538. Motoyasu fue enviado de Mikawa con sus hombres para atacar el fuerte Marune. Al capturar el fuerte, Motoyasu y sus hombres se quedaron en el lugar para defenderlo. Por esto, Motoyasu y sus hombres, evitaron la sangrienta batalla de Okehazama, que tuvo lugar cerca de Nagoya, donde el clan Imagawa fue derrotado por el ejército de Oda, e Imagawa Yoshimoto asesinado. Motoyasu se retiró junto con sus hombres a Mikawa, y finalmente, con la muerte de Yoshimoto, decidió librarse de la influencia de los Imagawa.
Motoyasu decidió aliarse con los Oda, pactando un trato secreto con Oda Nobunaga. Este secretismo era necesario debido a que muchos miembros de la familia Matsudaira (incluyendo la esposa de Motoyasu y su hijo, Hideyasu) aún eran rehenes en Sunpu del nuevo líder de los Imagawa, Imagawa Ujizane, hijo de Yoshimoto. En 1561, Motoyasu y sus hombres marcharon y capturaron el fuerte Kaminojo, perteneciente a los Imagawa, lo que indicó a Nobunaga que Motoyasu ya no le era leal a los Imagawa. Motoyasu mató al comandante del castillo, Udono Nagamochi, y tomó a su esposa y a sus dos hijos como rehenes. Ujizane, dándose cuenta de que los Udono eran más importantes que los Matsudaira, liberó a la familia Matsudaira a cambio de la esposa y los hijos de Udono.
Ahora, teniendo libertad de acción con el regreso de su familia, Motoyasu comenzó a reformar el clan Matsudaira después de años de decadencia, y pacificar Mikawa. También consolidó e hizo más poderosos a sus vasallos regalándoles tierras y distribuyendo los castillos de Mikawa a los más importantes (incluyendo Honda Tadakatsu, Ishikawa Kazumasa, Koriki Kiyonaga, Sakai Tadatsugu, y Sakikabara Yasumasa) en 1566.
En 1564, Motoyasu derrotó al Mikawa Monto, un grupo militar anti Matsudaira, casi perdiendo su vida en el proceso cuando fue golpeado por una bala que no penetró en su armadura. En 1565, atacó las defensas de Imagawa en Totomi. En 1567, pidió al Emperador Ogimachi cambiar su apellido por Tokugawa, tomando el nombre Tokugawa Ieyasu. Después de esto, comenzó a demandar ascendencia de parte del clan Minamoto a través del clan Nitta, y al final, demandó tener ascendencia de la Familia Imperial. Al mismo tiempo, diseñó un árbol familiar que tomaba ascendencia del clan Fujiwara. Historiadores modernos usan esto como prueba que los reclamos de Ieyasu de herencia imperial fueron fabricados para legitimarse a sí mismo.
Aun cuando la familia Tokugawa era simbólicamente independiente, aún no podían sobrevivir sin el clan Oda, y sin el mismo Nobunaga. Cuando Nobunaga tomó Kioto en 1568 y se convirtió de facto en el dirigente de Japón, muchas de las tropas victoriosas pertenecían a Tokugawa. Al mismo tiempo, Ieayasu estaba impaciente por comenzar a expandir sus propios territorios. Él y Takeda Shingen, quien estaba a la cabeza del clan Takeda en Kai, convinieron un pacto mediante el cual ambos se harían con el resto del territorio de Imagawa. En 1570 las tropas de Ieayasu finalmente se apropiaron de Totomi, y después Shingen ocupó Suruga y Sumpu, la capital de los Imagawa. Sin embargo, para este entonces, la alianza entre los Takeda y los Tokugawa iba en descenso, incluso Ieyasu se unió con su enemigo Imagawa Ujizane prometiéndole que le regresaría Totomi y Suruga. Al mismo tiempo, Ieyasu hizo otro pacto, esta vez con Uesugi Kenshin, el jefe del clan Uesugi y archienemigo del clan Takeda. Teniendo asegurado el apoyo de los Uesugi, Ieyasu movió su capital de Okazaki en Mikawa a Hamamatsu en Totomi.
Con las tierras de los Imagawa completamente absorbidas por la influencia Tokugawa, los miembros del clan Imagawa se convirtieron en vasallos de los Tokugawa, con los Uesugi como sus aliados más fuertes. Los Tokugawa y los Takeda estaban listos para la guerra. Ieayasu aún tenía el apoyo de Nobunaga, pero este pensaba que algunas cosas en las que Ieyasu se estaba metiendo no eran del todo seguras. En 1570, Ieyasu condujo a 5000 de sus hombres para ayudar a Nobunaga en la batalla de Anegawa en contra de los Azai y los Asakura, esto consolidó la alianza Tokugawa-Oda. Sin embargo, Ieyasu no fue capaz de volver a ayudar a Nobunaga en dos años, la guerra con los Takeda comenzó en 1571.
En 1572, los Takeda tomaron el castillo Futamata perteneciente a Ieyasu, y Shingen derrotó a Ieyasu en la batalla de Mikatagahara, donde Ieyasu casi pierde su vida conduciendo a sus tropas. Takeda Shingen murió en 1573, y fue sucedido por su hijo Takeda Katsuyori, quien capturó el castillo Taketenjin en 1574. Sin embargo, a pesar de la captura de este importante puerto por Tokugawa, la predominancia de los Takeda se acercaba a su fin. En 1575, Katsuyori atacó el castillo Nagashino en Mikawa, e Ieyasu pidió ayuda a Nobunaga. Cuando Nobunaga mostró algo de aprehensión al atacar a Takeda, Ieyasu amenazó hacer las paces con los Takeda y atacar al clan Oda en Owari y en Mino. Nobunaga cambió de parecer y envió su ejército hacia Mikawa. Las fuerzas Oda-Tokugawa de 38 000 hombres devastaron a los Takeda el 28 de junio de 1575, aunque por los próximos años, Takeda Katsuyori continuó atacando los territorios de los Oda y los Tokugawa.
En 1579, la esposa de Ieyasu y su hijo mayor, Tokugawa Hideyasu, fueron acusados de conspirar con Takeda Katsuyori para asesinar a Nobunaga. La esposa de Ieyasu fue decapitada, y Hideyasu fue forzado a hacer seppuku. Entonces, Ieyasu nombró a su tercer hijo (y su favorito) Tokugawa Hidetada como heredero, pues su segundo hijo fue adoptado por Toyotomi Hideyoshi, un gran samurái.
En 1582, otro ataque combinado entre los Oda y los Tokugawa destruyó a los Takeda. Takeda Katsuyori, así como su hijo mayor y heredero, Takeda Nobukatsu, cometieron seppuku. Ahora que los Takeda ya no figuraban en el mapa, Ieyasu pudo ayudar a Nobunaga con su campaña para reunificar Japón. Por su ayuda, Ieyasu recibió el control de la provincia de Suruga (incluyendo Sumpu) y las áreas que se delimitaban con el clan Hōjō. Los Tokugawa y los Hōjō se aliaron, pues Ieyasu se llevaba bien con Hōjō Ujinori, hermano menor de la cabeza de los Hōjō, Hōjō Ujimasa.
En 1582, Ieyasu estaba quedándose en Sakai, en la provincial de Settsu, cuando recibió la noticia de que Oda Nobunaga había sido asesinado por Akechi Mitsuhide, cabeza del clan Akechi. Ieyasu se dirigió hacia Mikawa, temeroso de poder ser asesinado también. Ieyasu no deseaba atacar al clan Akechi, pero los Tokugawa tomaron ventaja de la situación tomando Kai y Shinano. Después de una decisiva victoria en la batalla de Yamazaki. Hōjō Ujimasa, sintiéndose amenazado, envió tropas hacia Kai. Sin embargo, no hubo batallas, los Hōjō y los Tokugawa harían pronto las paces. Para quedar en buenos términos, Ieyasu le dio a los Hojo tierras en Kai y en Shinano. Ieayasu comenzó a modificar su administración, basándose en el modelo de los Takeda, integrando el ejército Takeda en el Tokugawa. En 1583, los principales candidatos a tomar el mando de Japón eran Toyotomi Hideyoshi (padre adoptivo del segundo hijo de Ieyasu) y Shibata Katsuie. Ieyasu se mantuvo al margen en este conflicto, y Hideyoshi derrotó a Katsuie en la batalla de Shizugatake en 1583. Después de que Shibata Katsuie cometió seppuku, Toyotomi Hideyoshi y el clan Toyotomi, se convirtieron en los gobernantes del Japón.

### Ieyasu e Hideyoshi (1584-1598)
En 1584, Ieyasu decidió apoyar a Oda Nobukatsu, el hijo mayor y heredero de Oda Nobunaga, en contra de Hideyoshi.

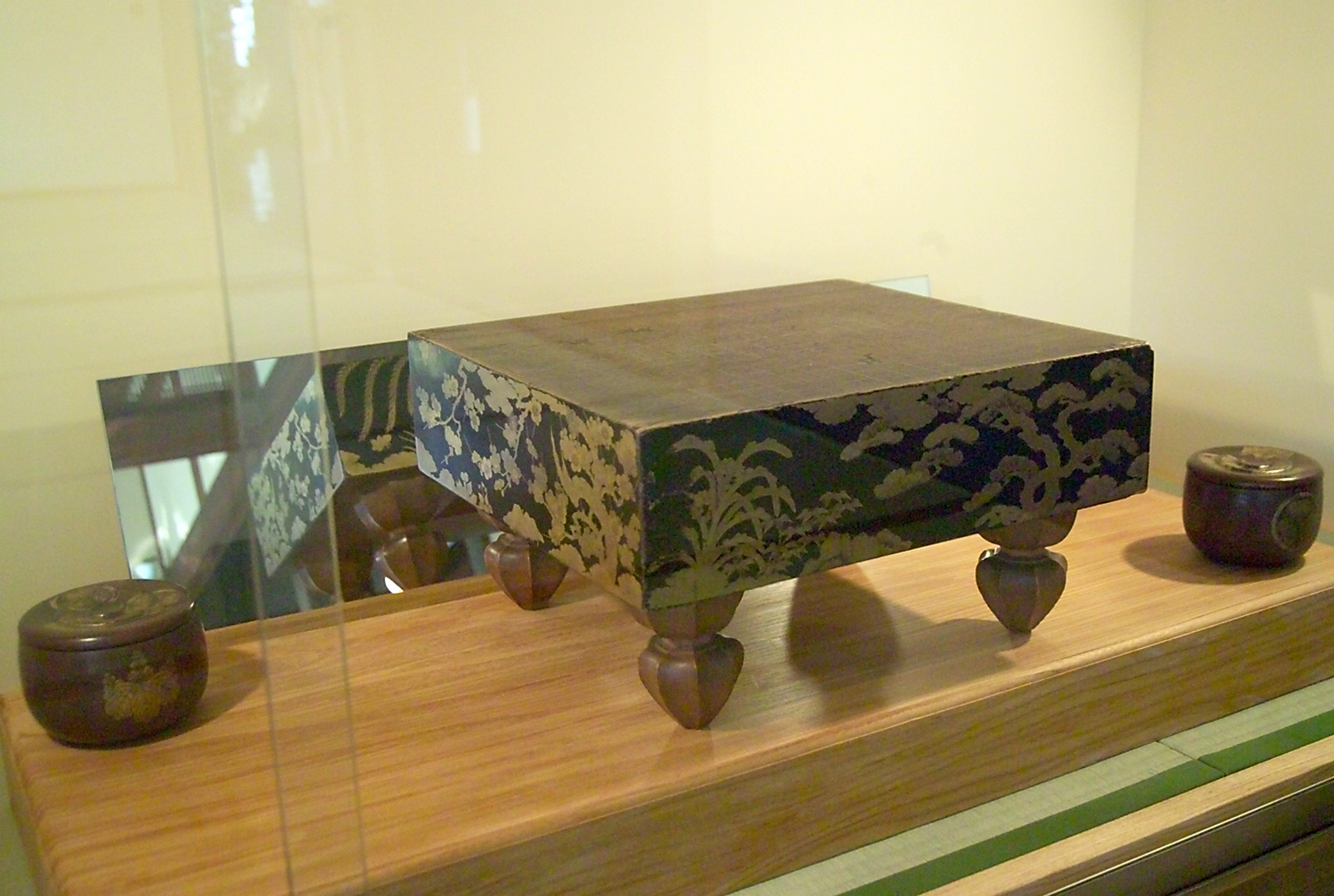
Tablero en el que Hideyoshi y Ieyasu jugaron al go.

Las tropas de Tokugawa tomaron el castillo tradicional de los Oda, el castillo Owari, por lo que Hideyoshi dirigió ahí parte de sus tropas. La Campaña de Komaki fue el único episodio en que los grandes unificadores de Japón pelearon uno contra el otro. Durante esta batalla, Ieyasu obtuvo la victoria durante la Campaña de Nagakute. Después de meses de marchas infructuosas y regateos, la guerra terminó por medio de diversas negociaciones; primero hizo la paz con Oda Nobuo y después le ofreció una tregua a Ieyasu. El pacto se celebró a finales de ese mismo año y uno de los términos fue que el segundo hijo de Ieyasu, OGi Maru se convirtiera en hijo adoptivo de Hideyoshi.
En 1590 Hideyoshi atacó al último daimyō independiente de Japón, Hōjō Ujimasa. El clan Hōjō gobernaba en ese entonces ocho provincias en la región de Kantō. Hideyoshi le ordenó que se rindiera a su autoridad pero los miembros del clan se rehusaron. Ieyasu se unió con sus 30,000 hombres a las tropas de Hideyoshi, las cuales atacaron diversos castillos ubicados en las fronteras de los dominios del clan, siendo el más notable el asedio al castillo Odawara, el cual cayó después de seis meses. Hideyoshi le ofreció los dominios que acababan de tomar de los Hōjō a cambio de las 5 provincias que había controlado hasta ese momento en la región de Kantō y este aceptó. Finalmente los principales líderes del clan Hōjō cometieron seppuku e Ieyasu tomó el control de la región.
Después de trasladar a todo su ejército y vasallos a su nuevo dominio, Ieyasu se estableció en el castillo Edo. Después de pocos años, Ieyasu se convirtió en el segundo más poderoso daimyō de todo el país.
En 1592, Hideyoshi invadió Corea como preludio en su plan para atacar China, pero las tropas de Tokugawa se abstuvieron de participar en la invasión. A comienzos de 1593, Ieyasu fue nombrado por Hideyoshi como consejero militar para su corte en Nagoya, donde pasó cinco años en el puesto.
En 1598, Hideyoshi llamó a una reunión para establecer el «Consejo de los Cinco Regentes», un órgano que se encargaría de gobernar el país después de su muerte hasta que su hijo Hideyori tuviera la edad suficiente. Los cinco elegidos fueron Maeda Toshiie, Mōri Terumoto, Ukita Hideie, Uesugi Kagekatsu y el mismo Tokugawa Ieyasu.

### La campaña de Sekigahara
Hideyoshi, después de tres meses de convalecencia murió finalmente el 18 de septiembre de 1598. Ya que Hideyori contaba con tan solo cinco años de edad, el «Consejo de los Cinco Regentes» tomó las riendas del país. Desde ese momento, Ieyasu se dedicó a establecer alianzas con distintos daimyō. En 1599, el más anciano y respetado de los regentes, Toshiie, falleció por lo que Ieyasu dirigió a su ejército hacia Fushimi y tomó el castillo Osaka, residencia de Hideyori. Esta acción enfureció a los tres regentes restantes, por lo que en ambos bandos se hicieron preparativos para la guerra.
La oposición hacia Ieyasu se centraba en la figura de Ishida Mitsunari, un poderoso daimyō que gozaba del apoyo de los tres regentes y de algunos daimyō del este de Honshū, mientras que Ieyasu se alió con los clanes Date, Mogami, Satake y Maeda.
En junio de 1600, Ieyasu y sus aliados se dirigieron en contra del clan Uesugi, acusados de querer causar una revuelta en contra de la administración Toyotomi, pero antes de llegar a sus dominios Ieyasu recibió la información de que el ejército encabezado por Mitsunari se dirigía en su contra, por lo que se desplazaron hacia Kioto. A finales del verano de ese mismo año, las fuerzas de Mitsunari capturaron el castillo Fushimi.
Mientras que el ejército principal de Ieyasu marchó por Tōkaidō, su hijo Hidetada marchó con 38 000 soldados por Nakasendō. Una batalla que sostuvo en contra de Sanada Masayuki lo retrasó, por lo que no pudo alcanzar a su padre en la batalla decisiva.
La batalla de Sekigahara comenzó el 21 de octubre de 1600 con un total de 160.000 soldados en ambos bandos y terminó con una victoria definitiva para el bando de Tokugawa. El «Ejército del Oeste» fue completamente aplastado y en pocos días los principales líderes fueron capturados y asesinados. A partir de este momento, Tokugawa Ieyasu se convirtió en el gobernante de facto de todo Japón.
Inmediatamente después de la victoria en Sekigahara, Ieyasu redistribuyó la tierra entre sus vasallos que lo habían apoyado. Ieyasu no tomó represalias en contra de algunos daimyō del oeste como en el caso del clan Shimazu, mientras que otros fueron completamente destruidos. Toyotomi Hideyori perdió casi todos sus dominios y fue degradado a un daimyō común, ya no como gobernante del país. Años después, los daimyō que le habían mostrado lealtad antes de Sekigahara fueron conocidos como fudai daimyō, mientras que los que lo hicieron después fueron conocidos como tozama daimyō.

### Shōgun Ieyasu (1603-1605)

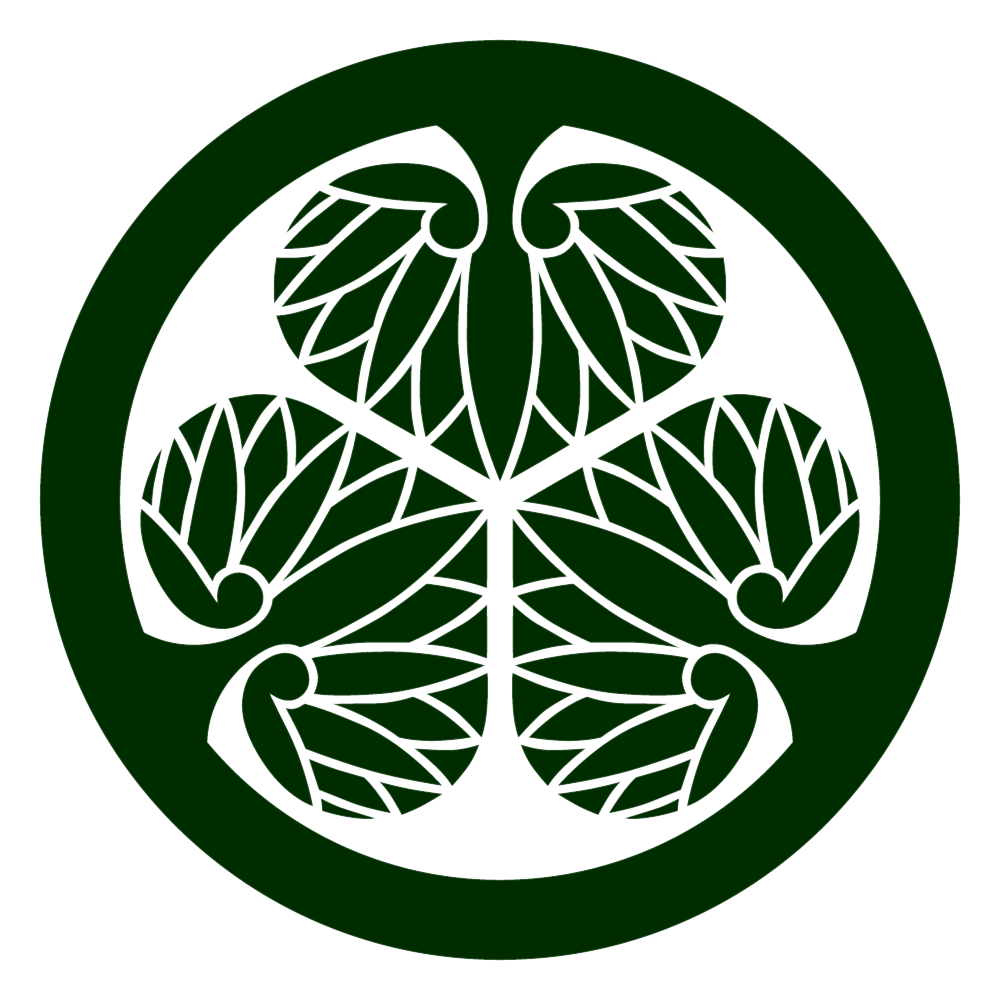
Kamon del clan Tokugawa.

En 1603, Tokugawa Ieyasu recibió el título oficial de shōgun a manos del emperador Go-Yōzei a sus 60 años de edad. Ieyasu pudo superar a todos los grandes hombres de su época: Oda Nobunaga, Toyotomi Hideyoshi, Takeda Shingen, Uesugi Kenshin. Ieyasu empleó sus años restantes en crear y asegurar el shogunato Tokugawa (que se conoce como Periodo Edo) y el cual perduraría más de 250 años, siendo el tercer shogunato existente después del shogunato Kamakura y el shogunato Ashikaga
Después de establecer las bases de su gobierno, Ieyasu abdicó a su posición oficial como shōgun en 1605, nombrando como su sucesor a su hijo Tokugawa Hidetada, aunque en la realidad el mismo continuó asumiendo el centro del poder.

### ŌgoshoIeyasu (1605-1616)
Aún con el título de Ōgosho (大御所 shōgun enclaustrado?), Ieyasu siguió manteniendo el poder político del país. Ordenó el traslado de la capital del país de Kioto a Edo, al tiempo que supervisó la reconstrucción del Castillo Edo. Este acabaría convirtiéndose en el castillo más grande de todo Japón, construcción en la que los daimyō de todo el país se vieron obligados a participar. Ieyasu también supervisó las relaciones diplomáticas con España, Portugal y los Países Bajos, aunque desde 1609 prefirió mantener distancias con estos países. Posteriormente a los Países Bajos le sería aprobado un permiso para comerciar de manera limitada en 1611 en la ciudad de Hirado. Desde 1605 hasta su muerte recibió la asesoría del piloto inglés al servicio de los holandeses William Adams, el cual ejerció como consejero en las relaciones con España y la Iglesia católica.
En 1611 encabezó una delegación a Kioto de 50 000 personas para ser testigo de la coronación del emperador Go-Mizunō, y ordenó la remodelación de la Corte Imperial, y forzó a los daimyō del bloque occidental a firmar un juramento de lealtad a su persona. En 1613, promulgó el Kuge Shohatto, donde pone a los daimyō bajo estricta supervisión, dejándolos como títeres ceremoniales. En 1614 promulgó un edicto para la Expulsión de los Cristianos, prohibiendo la religión completamente en el país.
En 1615, preparó el Buke Shohatto, un documento que establecería el futuro del régimen Tokugawa.

#### Asedio de Osaka

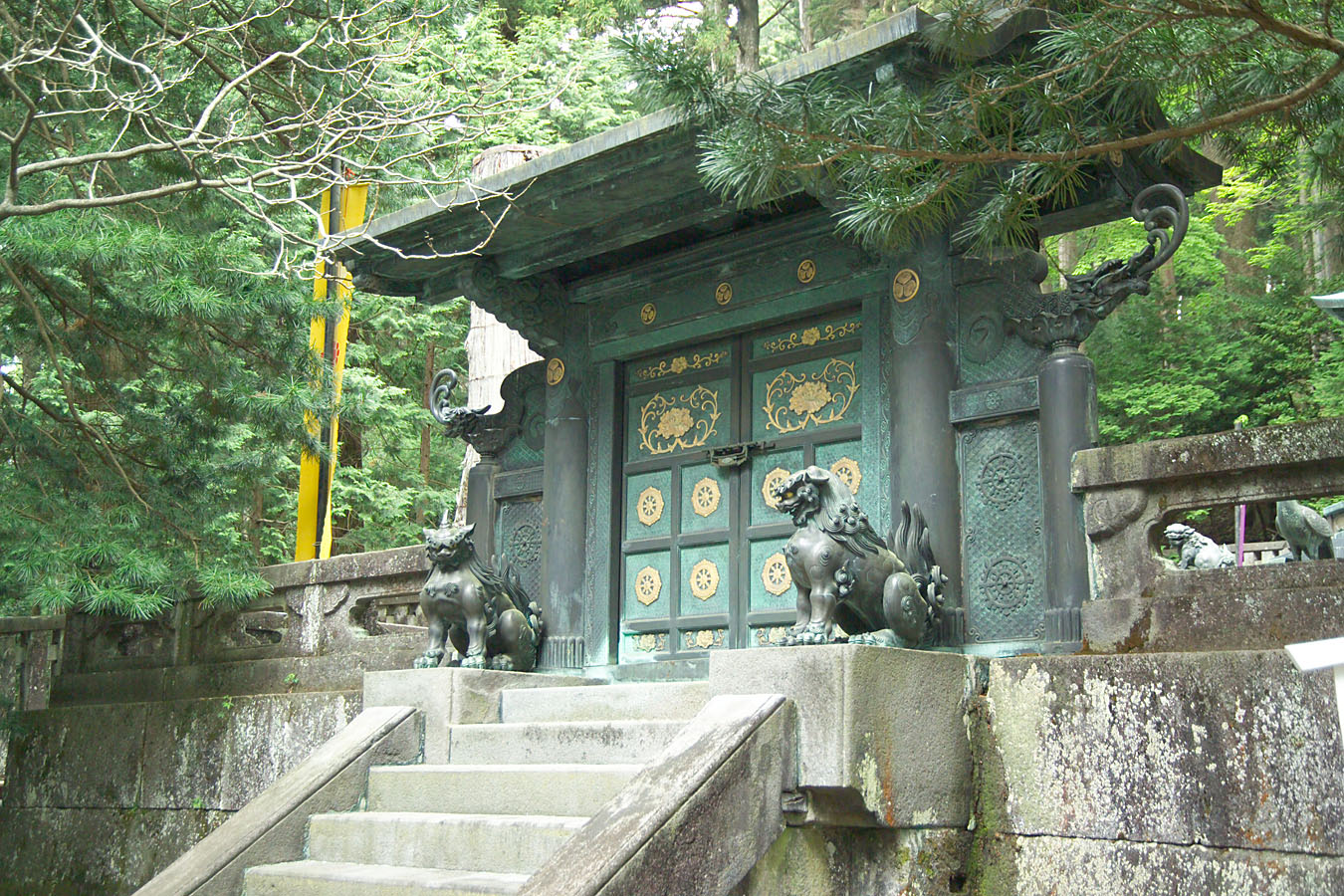
Tumba de Ieyasu en Nikkō Tōshō-gū.

La última amenaza existente para su gobierno era Hideyori, legítimo heredero de Hideyoshi, quien ahora era un joven daimyō que ocupaba el Castillo de Osaka. Muchos samurái que se oponían a Ieyasu, se unieron en torno a Hideyori alegando que él era el legítimo gobernador del país. Ieyasu le ordenó que abandonara el castillo, por lo que comenzó a reclutar simpatizantes. Los Tokugawa, bajo el liderazgo del Ōgosho Ieyasu y del shōgun Hidetada (hijo de Ieyasu) dirigieron un numeroso ejército al castillo en lo que se conoce como «el asedio de invierno de Osaka». En algún momento, Tokugawa hizo un trato con la madre de Hideyori, Yodogimi, y las tropas de Tokugawa comenzaron a llenar el foso con arena, por lo que Ieyasu regresó a Sunpu. Después de que Hideyori se negase nuevamente a abandonar el castillo, la fortaleza fue sometida a un asedio. Finalmente, a finales de 1615 el castillo cayó bajo el control del ejército de los Tokugawa y los defensores fueron muertos, incluyendo a Hideyori, su madre Yodogimi y el hijo de Hideyori. La esposa de Hideyori, Senhime (nieta de Ieyasu), fue devuelta con su familia a salvo. Con los Toyotomi eliminados ya no existían amenazas para el dominio de Japón por los Tokugawa.

### Muerte de Ieyasu
Ieyasu falleció el 1 de junio de 1616, a la edad de 73 años. El primer shōgun Tokugawa fue deificado póstumamente como Gongen o Gongen-sama. El nombre gongen se deriva del título divino Tōshō Dai-Gongen (東照大権現?), que significa un buda que se apareció bajo la forma de un Kami. Durante su vida, Ieyasu expresó su deseo de ser deificado después de su muerte con el objeto de «proteger a sus descendientes del mal». En el Mausoleo Gongen en el Templo Nikkō se conservan sus restos y su testamento.

## Cultura popular
En el videojuego de estrategia en tiempo real Age of Empires III: The Asian Dynasties desarrollado por Ensemble Studios y distribuido por Microsoft en el año 2007, Tokugawa Ieyasu es el líder de los japoneses, no es un aliado muy generoso, ni tampoco es un enemigo compasivo.
También contamos con él en los juegos basados en la era Sengoku, Sengoku basara (Capcom) & Samurai Warriors de Koei.
En la serie de anime Saber Marionette Ieyasu Tokugawa es el nombre de uno de los seis hombres que quedan varados en el ficticio planeta Terra II después de la explosión de la nave Mesopotamia que buscaba nuevos asentamientos para los humanos debido a la sobrepoblación de la Tierra. Él es el gobernante del país de Japanes durante 300 años gracias a la clonación de sí mismo.
En el anime Sengoku Chōjū Giga Ieyasu Tokugawa es satirizado con un aspecto zoomorfo.
Tokugawa Ieyasu aparece en la serie de comedia Nobunaga no Shinobi.
En la novela Shogun de James Clavell (igual como en las películas y series epónimas), el personaje del señor Toranaga Yoshi representa a Tokugawa.
En Dino Rey, Tokugawa Ieyasu aparece en el episodio 63 de la segunda temporada.